# Francisco Yeste
Francisco Javier Yeste Navarro (født 6. december 1979 i Bilbao, Spanien) er en tidligere spansk fodboldspiller, der spillede som offensiv midtbanespiller. Han har tidligere tilbragt 12 sæsoner hos Athletic Bilbao i sin fødeby. I sin tid i Athletic spillede han over 300 ligakampe.

## Landshold
Yeste nåede aldrig at debutere for Spaniens A-landshold, men spillede i sine ungdomsår flere U-landskampe. Med det spanske U-20 landshold blev han i 1999 verdensmester.